# Karl Alexander av Lippe
Karl Alexander, född den 16 januari 1831 i Detmold, död den 13 januari 1905 i St. Gilgenberg i Donndorf, var nominellt regerande furste av Lippe 1895-1905.

## Biografi
Karl Alexander var det sjunde barnet och den fjärde och yngste sonen till furst Leopold II av Lippe. Som ung tjänstgjorde han som officer i kungens av Hannover gardesregemente, men efter ett fall från en häst 1851 började han utveckla den, troligen ärftligt betingade, sinnessjukdom som skulle prägla hans liv. Tjugo år senare hade situationen gått så långt att Karl Alexander omyndigförklarades och placerades på St. Gilgenberg, ett sanatorium i Donndorf i trakten av Bayreuth. Psykiatriska undersökningar 1884, 1895 och 1904 konstaterade alla att någon förbättring av hans tillstånd inte var att vänta.
Karl Alexander var den siste manlige medlemmen av den regerande huvudgrenen av huset Lippe och efterträdde den 20 mars 1895 nominellt sin äldre bror Woldemar som furste. Hans ställning som furste var dock helt illusorisk, och landet fick således under hans regeringstid styras av en regent. Frågan om vem som skulle utöva detta regentskap samt även på sikt efterträda Karl Alexander som furste utgjorde grunden till den så kallade lippeska tronföljdsstriden.